# Камберленд-Веллі Тауншип (округ Бедфорд, Пенсільванія)
Камберленд-Веллі Тауншип (англ. Cumberland Valley Township) — селище (англ. township) в США, в окрузі Бедфорд штату Пенсільванія. Населення — 1454 особи (2020).

## Демографія
Згідно з переписом 2010 року, у селищі мешкало 1597 осіб у 616 домогосподарствах у складі 459 родин. Було 735 помешкань
Расовий склад населення:
| - 98,6 % — білих - 0,2 % — азіатів - 0,1 % — корінних американців - 0,1 % — чорних або афроамериканців |

До двох чи більше рас належало 0,8 %. Частка іспаномовних становила 0,9 % від усіх жителів.
За віковим діапазоном населення розподілялося таким чином: 22,9 % — особи молодші 18 років, 57,9 % — особи у віці 18—64 років, 19,2 % — особи у віці 65 років та старші. Медіана віку мешканця становила 44,3 року. На 100 осіб жіночої статі у селищі припадало 104,5 чоловіків;  на 100 жінок у віці від 18 років та старших — 105,0 чоловіків також старших 18 років.
Середній дохід на одне домашнє господарство  становив 60 409 доларів США (медіана — 48 000), а середній дохід на одну сім'ю — 66 196 доларів (медіана — 61 071). Медіана доходів становила 35 882 долари для чоловіків та 31 339 доларів для жінок. За межею бідності перебувало 4,1 % осіб, у тому числі 3,5 % дітей у віці до 18 років та 6,3 % осіб у віці 65 років та старших.
Цивільне працевлаштоване населення становило 665 осіб. Основні галузі зайнятості: освіта, охорона здоров'я та соціальна допомога — 20,3 %, виробництво — 12,9 %, будівництво — 11,1 %, транспорт — 9,3 %.